# Ligidium japonicum
Ligidium japonicum là một loài chân đều trong họ Ligiidae. Loài này được Verhoeff miêu tả khoa học năm 1918. Chúng được tìm thấy trong các khu rừng ẩm ướt ở Nhật Bản. Chúng có thể sống đến hai năm và đạt chiều dài 8 mm (0,31 in).

## Hình ảnh

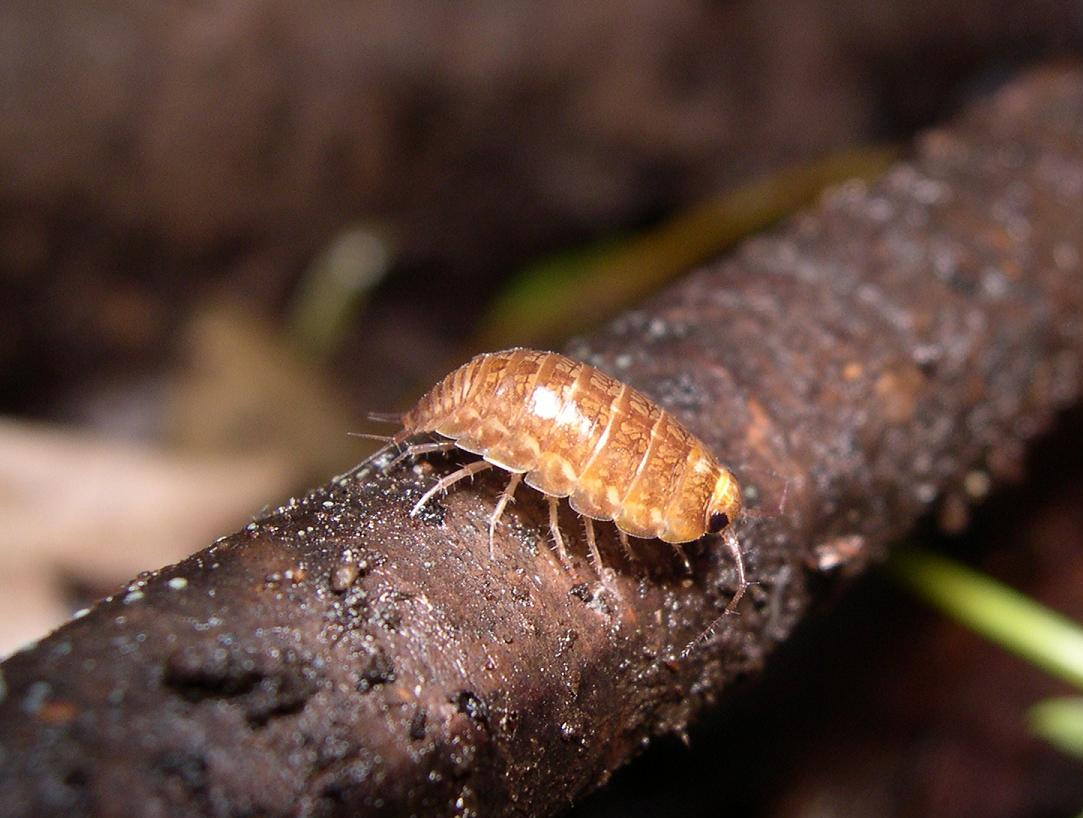